# Australische Riesenmantis
Die Australische Riesenmantis (Hierodula majuscula) gehört zu den Fangschrecken. Die Weibchen erreichen eine Körperlänge von bis zu 10 cm, die Männchen bleiben etwas kleiner.

## Merkmale

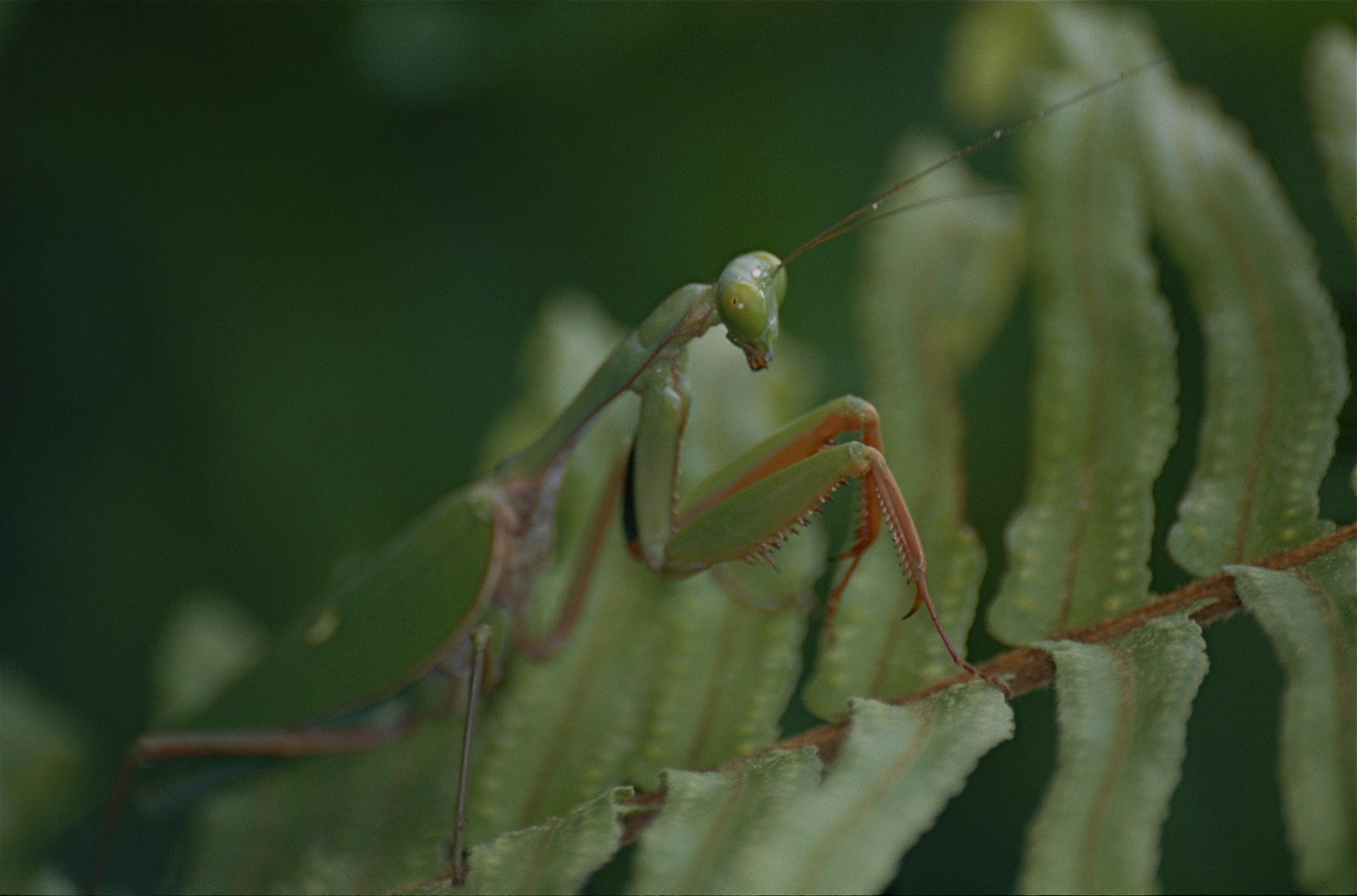
Männchen

Die Australische Riesenmantis ist eine der größten australischen Fangschrecken. Die Spannweite der Vorderflügel beträgt rund 11 cm. Alle Flügel sind breit und gerundet. Die Vorderflügel sind opak, grün, ihre Äderung ist dunkler grün. Die Hinterflügel sind glasig durchsichtig und nur an den Spitzen grün. Das Abdomen ist unterseits blassgrün mit gelblichen oder graubraunen Rändern und Flecken, die in der Färbung welken Blättern ähneln. Die beiden Cerci am Hinterende des Abdomens sind stumpf und verjüngen sich kaum. 
Der Kopf ist dreieckig, der Scheitel breit und wenig gewölbt, die grünen Augen sind sehr groß. 
Der Prothorax, an dem die Fangbeine ansetzen, ist grün. Die Coxen der Fangbeine sind außen ebenfalls grün, aber auf der Innenseite schwarz, an der Basis und am Ende von orangen Rändern gesäumt. Durch diese Färbung der Coxen unterscheidet sich die Australische Riesenmantis von allen anderen Arten ihrer Gattung. Ähnlich ist ihr in diesem Merkmal nur Hierodula atricoxis mit rein schwarzen Innenseiten der Coxen der Vorderbeine. Die vom Körperbau ähnliche Hierodula pustulifera hat hingegen orange Innenseiten. Die Schenkel der Fangbeine sind innen gelblich orange gefärbt. Die Glieder der Fangbeine tragen Reihen spitzer, schräger Zähnchen.

## Lebensraum
Die Art lebt in den küstennahen tropischen Regenwäldern von Queensland in Australien. Sie wurde von Norman Tindale im Jahr 1923 unter dem Namen Parhierodula majuscula erstmals beschrieben. Das Typusexemplar stammt aus der Nähe der Stadt Cairns und ist 9,5 cm lang.

## Lebensweise

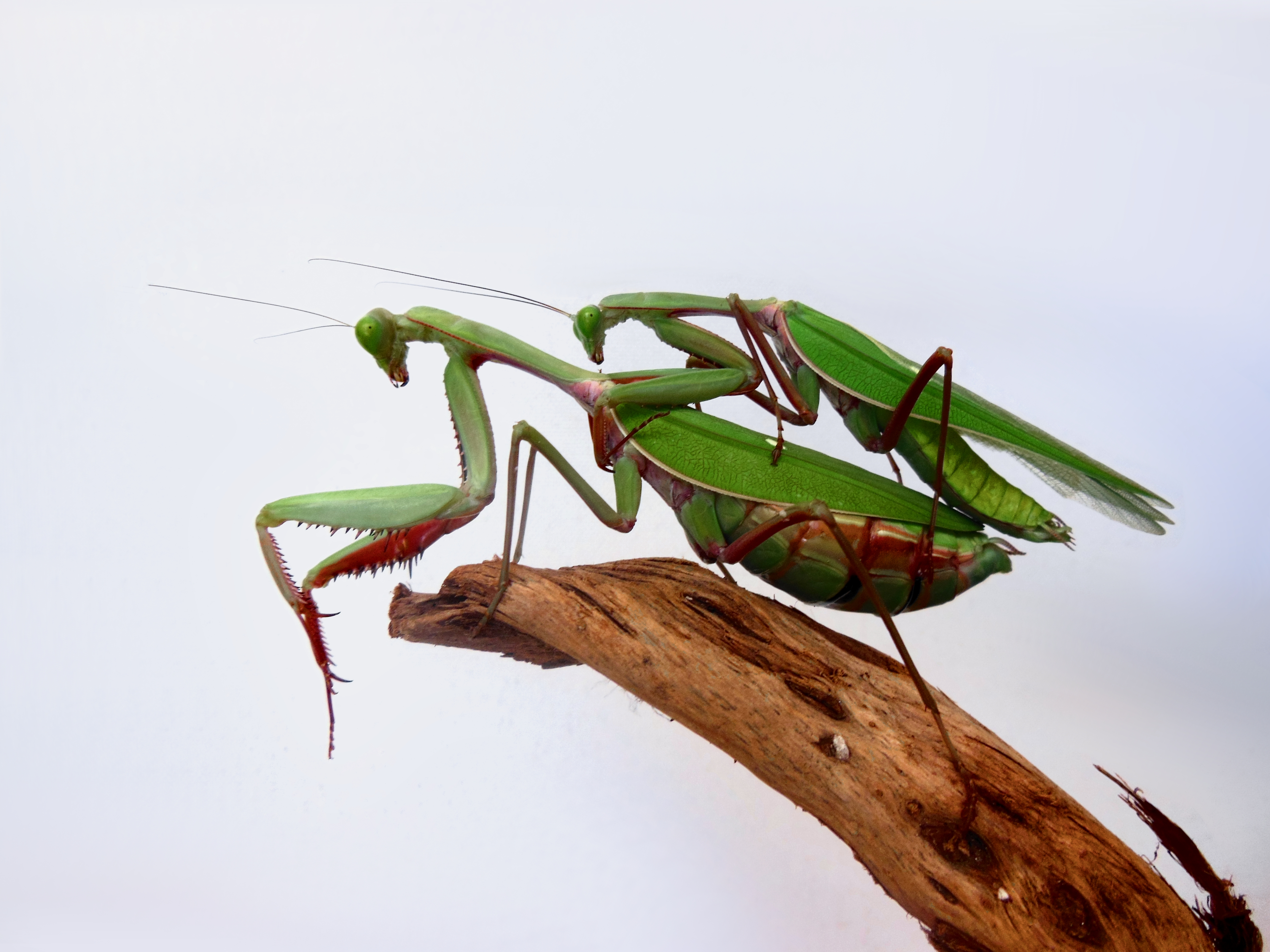
Paar kurz vor der Kopulation

Die Australische Riesenmantis wartet oft stundenlang unbeweglich in Lauerstellung, bis ein geeignetes Beutetier in ihre Nähe kommt. Dann greift sie blitzschnell mit ihren zähnchenbewehrten Fangbeinen zu und hält die Beute fest. Die beim Verzehr der Nahrung störenden beweglichen Körperteile wie Kopf und Beine werden meist zuerst gefressen. Ihr Beutespektrum umfasst viele Arten von Insekten darunter die Australische Gespenstschrecke und sogar Individuen der eigenen Art. Die gefangenen Tiere sind oft ebenso groß wie die Fangschrecken selbst, es sollen ihnen auch schon kleine Eidechsen und Frösche zum Opfer gefallen sein.
Nur die schlanken Männchen der Australischen Riesenmantis können über längere Distanzen fliegen, die Weibchen mit ihrem massigen Hinterleib sind dafür zu schwer. Wegen der Gefahren, denen fliegende Männchen während des Tages ausgesetzt wären, fliegen diese nur in den Abendstunden oder nachts. In der Dämmerung sind in Australien aber auch zahlreiche Fledermausarten aktiv auf Beutesuche. Viele Fangschrecken, darunter auch die Australische Riesenmantis, haben auf dem Thorax ein Gehörsinnesorgan, mit dem sie den von den Fledermäusen ausgesandten Ultraschall wahrnehmen können. Als Reaktion auf die Anwesenheit von jagenden Fledermäusen versuchen die Fangschrecken durch Zickzack-Flüge der Ortung zu entgehen.
Die Weibchen senden Pheromone als chemische Signale aus, um die Männchen in der Dunkelheit anzulocken. Diese werden von speziellen Sinnesorganen auf den Fühlern der Männchen aufgenommen. Wenn ein Männchen ein Weibchen entdeckt, landet es in seiner Nähe, wartet jedoch einen günstigen Moment ab, um sich mit den Fangbeinen auf dem Rücken des Weibchens zu verankern und mit der Begattung zu beginnen. Nähert sich das Männchen von der falschen Seite oder nicht schnell genug, könnte es von dem Weibchen ergriffen und gefressen werden. Gelingt es dem Männchen, nach der Begattung rasch wegzufliegen, kann es sich mit weiteren Weibchen paaren.
Die Weibchen leben ein Jahr lang, die Männchen können dieses Alter ebenfalls erreichen, sind aber in der Natur einem höheren Risiko ausgesetzt.

## Entwicklung
Eine Oothek der Australischen Riesenmantis, die vom Weibchen an der Unterseite eines Blattes angebracht wird, kann bis zu 200 Eier enthalten. Nach 40 bis 60 Tagen schlüpfen die jungen Fangschrecken. Die Jungtiere sind nur einige Millimeter lang. Bis zur Geschlechtsreife bringen sie zahlreiche Häutungen hinter sich. Die verschiedenen Nymphenstadien sind oft auffällig gefärbt, in verschiedenen Grün-Tönen, über Gelb und Orange bis zu Rot. Erst im Adultstadium erreichen sie ihre grüne Grundfärbung.

## Parasiten
Zu den Parasiten der Australischen Riesenmantis gehören verschiedene Arten der Pferdehaarwürmer aus dem Stamm der Saitenwürmer (Nematomorpha). Die Larven dieser Würmer sind sehr klein und leben im Wasser. Sie werden durch Insekten aufgenommen, die ebenfalls ihre Larvalentwicklung im Wasser vollziehen, wie z. B. Stechmücken und Zuckmücken. Nach deren Weiterentwicklung zum fliegenden Insekt, das zur Beute der Fangschrecken zählt, können die Larven der Pferdehaarwürmer in ihre Endwirte gelangen, darunter die Australische Riesenmantis. In deren Körper wachsen die 15 – 30 cm langen, aber nur 2 mm breiten Würmer heran. Wenn die Fangschrecke Kontakt mit Wasser aufnimmt, verlassen die Parasiten binnen 15 Sekunden ihren Wirt, um sich dort mit Artgenossen zu paaren. Es ist wahrscheinlich, dass die Saitenwürmer aus der Gattung Chordodes das Verhalten der Australischen Riesenmantis beeinflussen, so dass diese das Wasser aufsucht, wenn die Parasiten eine ausreichende Größe erreicht haben.